# Call of Juarez
 (juin 2018).
Si vous disposez d'ouvrages ou d'articles de référence ou si vous connaissez des sites web de qualité traitant du thème abordé ici, merci de compléter l'article en donnant les références utiles à sa vérifiabilité et en les liant à la section « Notes et références ».
Call of Juarez est une série de jeux vidéo de tir à la première personne créée par Paweł Selinger en 2006. Sorti principalement sur Windows , PlayStation 3 et Xbox 360 , la série comprend quatre jeux : Call of Juarez (2006), Call of Juarez: Bound in Blood (2009), Call of Juarez: The Cartel (2011) et Call of Juarez: Gunslinger (2013). Techland a développé les quatre jeux et détient les droits d'édition depuis 2018. De 2006 à 2018, Ubisoft détenait les droits d'édition.
Du point de vue du gameplay , les quatre jeux sont des jeux de tir à la première personne et présentent plusieurs mécanismes de jeu communs , tels que le « mode concentration » (une technique de ralenti légèrement différente d'un jeu à l'autre) et les duels (dans Bound in Blood et Gunslinger , les duels font passer le jeu à une perspective à la troisième personne). Les trois premiers jeux de la série proposent différents personnages . Pour Gunslinger , il n'y a qu'un seul personnage, mais le jeu propose des arbres de compétences basés sur des points d'expérience qui permettent au joueur de personnaliser son style de combat au fur et à mesure de sa progression.
Les critiques ont été mitigées, allant des éloges pour Bound in Blood et Gunslinger à la condamnation universelle pour The Cartel . En termes de ventes, le jeu original n'a pas bien marché en Amérique du Nord, avec seulement 137 000 unités écoulées sur PC et Xbox 360. Cependant, ses ventes européennes ont été considérablement meilleures, Techland estimant que le jeu les a mis « sur la carte ». Bound in Blood s'est mieux vendu, avec 900 000 unités écoulées sur toutes les consoles au cours des quatre premiers mois de sa sortie. Gunslinger s'est également bien vendu et a été le deuxième jeu Ubisoft le plus vendu en version numérique en 2013.

## Jeux
- Call of Juarez
- Call of Juarez: Bound in Blood
- Call of Juarez: The Cartel
- Call of Juarez: Gunslinger